# Aeronca 9 Arrow
L'Aeronca 9 Arrow est un avion de grand tourisme biplace à cabine fermée, monoplan à aile basse cantilever et train relevable manuellement dessiné par Edward Burn.
Construit en 1947, l’unique prototype [NX39581] fut détruit par accident durant les essais à cause d'un problème d’hélice et l’Arrow fut purement et simplement abandonné.